# Masia Gasset (Tàrrega)
Masia Gasset és una obra de Tàrrega (Urgell) protegida com a Bé Cultural d'Interès Local.

## Descripció
Situada en una esplanada formada per camps de secà, a l'esquerra de la carretera C-14, entre Santa Maria de Montmagastrell i Claravalls.
Conjunt arquitectònic que consta d'una masia, coberts annexos i un oratori. La masia té planta basilical i una distribució de dos pisos i golfes. L'accés a la masia es fa des de la paret sud on hi ha una solemne porta d'accés amb la llinda decorada per un escut amb una torre i la data 1780. La porta està coronada per una finestra i al seu davant s'hi obre una era pavimentada delimitada per les altres construccions i per un paredat amb una porta reixada de ferro forjat. La coberta és a dues vessants amb el carener paral·lel a la façana principal i amb el ràfec sobresortint lleugerament. El parament conserva el paredat original, destacant les cadenes cantoneres molt reforçades, i alguns afegits posteriors en maó. Al nivell de les golfes s'hi obren petites finestres que segueixen tot el perímetre de l'edifici. A la paret nord hi ha tres finestres amb ampit i un singular sistema triangular de descàrrega. Adossat a la paret oest, hi ha l'oratori que destaca pel seu campanar d'espadanya i la porta d'accés amb arc rebaixat.